# Кольца Лизеганга

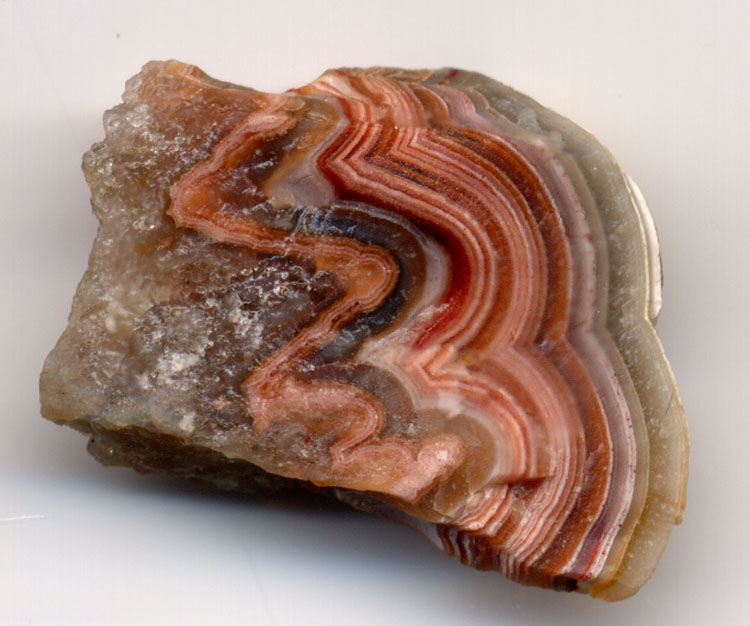
Характерные черты агатов — концентрические кольца

Кольца Лизеганга (также слои Лизеганга, общее название структуры Лизеганга) — концентрические кольца или ритмически перемежающиеся полосы, возникающие в результате периодического осаждения каких-либо соединений при диффузии в гелевых средах. Названы в честь первооткрывателя явления — немецкого химика и предпринимателя Р. Лизеганга (1869—1947).

## История

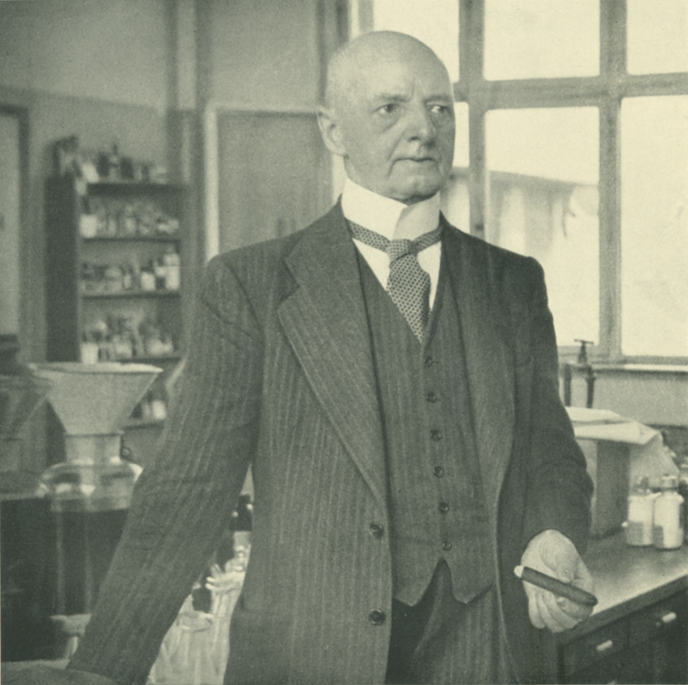
Рафаэль Эдуард Лизеганг

Концентрические структуры впервые были получены в 1896 году немецким химиком Р. Лизегангом. Работая в химической лаборатории фотофабрики, принадлежавшей отцу, он обнаружил, что капля раствора нитрата серебра AgNO3 на фотопластинке, покрытой слоем желатина, который содержит хромпик К2Сr2О7, образуются агрегаты мелких кристаллов Ag2Cr2O7 в виде концентрических колец, напоминающих годичные кольца на спиле дерева. Лизеганг увлекся этим явлением и почти полвека занимался его исследованием.
Сам Р. Лизеганг, знакомый с первыми работами по изучению колебательных реакций Ф. Рунге, первоначально склонялся к натурфилософскому объяснению полученного им периодического процесса.
Возможный физический механизм, объясняющий образование структур Лизеганга, был впервые предложен одним из основателей физической химии В. Оствальдом в 1897 году. Объяснение, данное Оствальдом, базировалось на понятии о метастабильном состоянии и явлении оствальдовского созревания, открытом им годом ранее. Оствальд предположил, что у Лизеганга образовывался пересыщенный раствор бихромата серебра, находящийся в метастабильном состоянии. Дальнейшая диффузия реагентов вызывала образование осадка и перевод системы в лабильное состояние. Дальнейшее взаимодействие бихромата калия и нитрата серебра переводило её снова в метастабильное состояние и т. д.
В 1905 году Лизеганг отверг модель Оствальда, получив новые эмпирические факты. Однако впоследствии, проведя новые эксперименты, он стал её ревностным сторонником.

## Получение

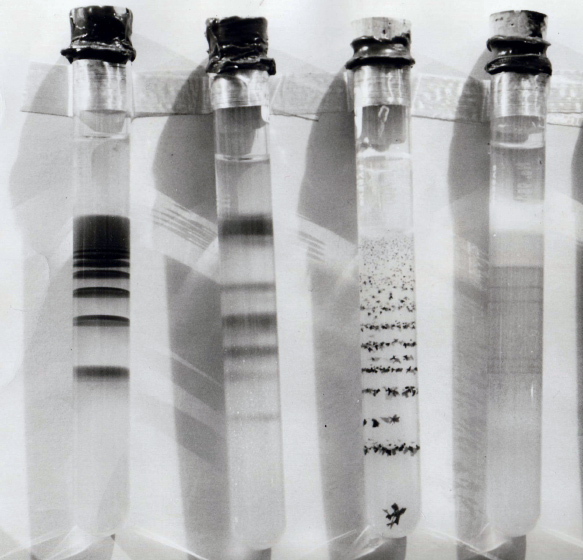
Слои Лизеганга в пробирках

Структуры Лизеганга обычно получают при диффузии одного из исходных веществ через гель, содержащий другое вещество, способное образовывать с первым нерастворимый осадок.
На протяжении десятилетий огромное количество реакций осаждения было использовано для изучения явления, показав его общий характер. Структуры Лизеганга получены для хроматов, галогенидов, гидроксидов металлов, карбонатов и сульфидов свинца, меди, серебра, ртути и др.
Примеры используемых для этого химических реакций:
- HCl + AgNO3 → AgCl↓ + HNO3;
- 2KI + Pb(NO3)2 → PbI2↓ + KNO3;
- MgSO4 + 2NH3 + 2H2O → Mg(OH)2↓ + (NH4)2SO4;
- MnSO4 + 2NH4OH → Mn(OH)2↓ + (NH4)2SO4;[2].

Для получения среды используются, как правило, желатин, агар-агар или силикагель. Структуры Лизеганга могут быть получены и без желирующего вещества, если эксперимент проводится в капилляре, где конвекция среды не мешает их формированию. Аналогичное явление происходит не только в гелях, но и в уплотнённых инертных порошках (кварца, кизельгура и т. п.), пропитанных раствором соответствующего реагента.
Их получение возможно и в отсутствии жидкой среды. Например, слоистые структуры образуются при определённых условиях в газовой среде при взаимодействии аммиака и хлороводорода. Образование колец возможно и в твёрдых телах: так, полосы из серебра были получены путём погружения силикатного стекла в расплавленный AgNO3 в течение длительного периода времени.
Эксперименты обычно проводятся либо в пробирке, либо в чашке Петри. В первом случае один из реагентов первоначально растворяют в геле и помещают в пробирку. Затем поверх наливается раствор другого реагента большей концентрации. В результате в области разделения фаз начинается образование осадка в форме полос, параллельных диффузионному фронту, разделённых свободными от осадка промежутками (см. илл.).
В чашке Петри, как правило, образуются концентрические кольца осадка, если концентрированный раствор одного их исходных веществ вносится в центр чашки, уже содержащей гель другого вещества. В этих условиях волна химической реакции движется от центра к периферии чашки в результате диффузии внесённого вещества, оставляя позади себя чётко разделённые кольца осадка. Также возможно образование более сложных структур: таких, как спиральные структуры и «кольца Сатурна» (в пробирке) и дислокации колец (в чашке Петри).

## Природа явления
Слои и кольца Лизеганга относятся к периодическим коллоидным структурам, которые, по-видимому, были первым примером изученных самоорганизованных структур. По важнейшим признакам кольца Лизеганга имеют значительное сходство с кольцевыми структурами, возникающими вследствие автоволновых процессов, приводящими к возникновению самоорганизованных структур с различным масштабом упорядочения (нано-, мезо-, микро- и макроуровень).

## Природные объекты
С образованием слоев Лизеганга связывают послойную окраску минералов (агата, яшмы). Лизеганг сделал немало важных наблюдений над агатами, опубликовал книгу о них и большую серию статей и разработал собственную теорию (1915). По его мнению, агаты образовались не из растворов, а из гелей кремнезёма, которые заполнили агатовые камеры и затем «созревали» в них — разделялись на концентрические слои и кристаллизовались, превращаясь в халцедон.
Очень похожие образования возникают в слоистой структуре тонкопористых пород при процессах выветривания. Таковы, например, ритмические кольца, полосы, гиперболы, окрашенные бурыми гидроксидами железа, в известняках, мелкозернистых песчаниках и других породах.
Полосато-слоистую структуру имеют конкременты в органах животных и человека, некоторые биологические ткани, например поперечнополосатые мышцы.

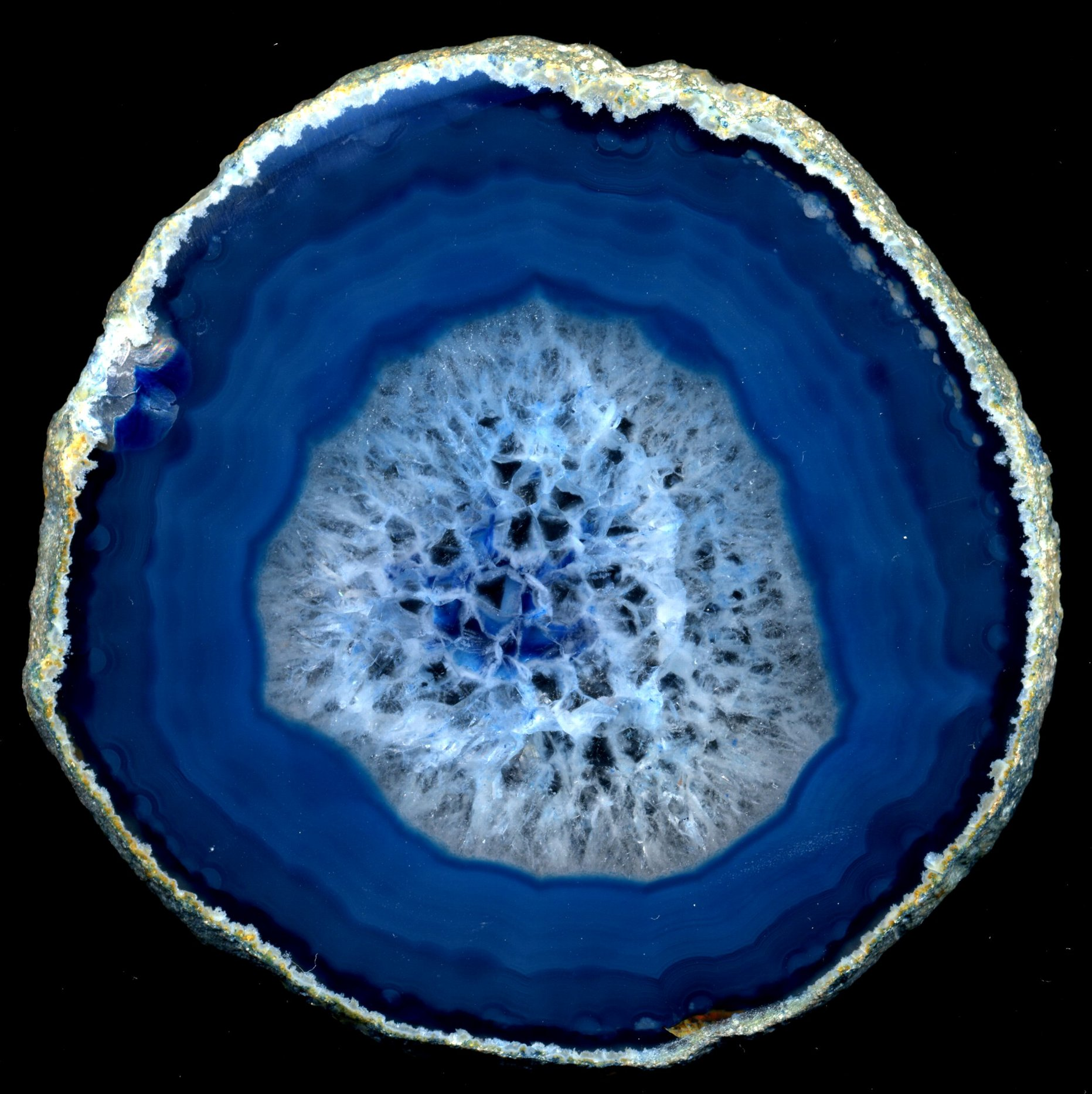
Голубой агат
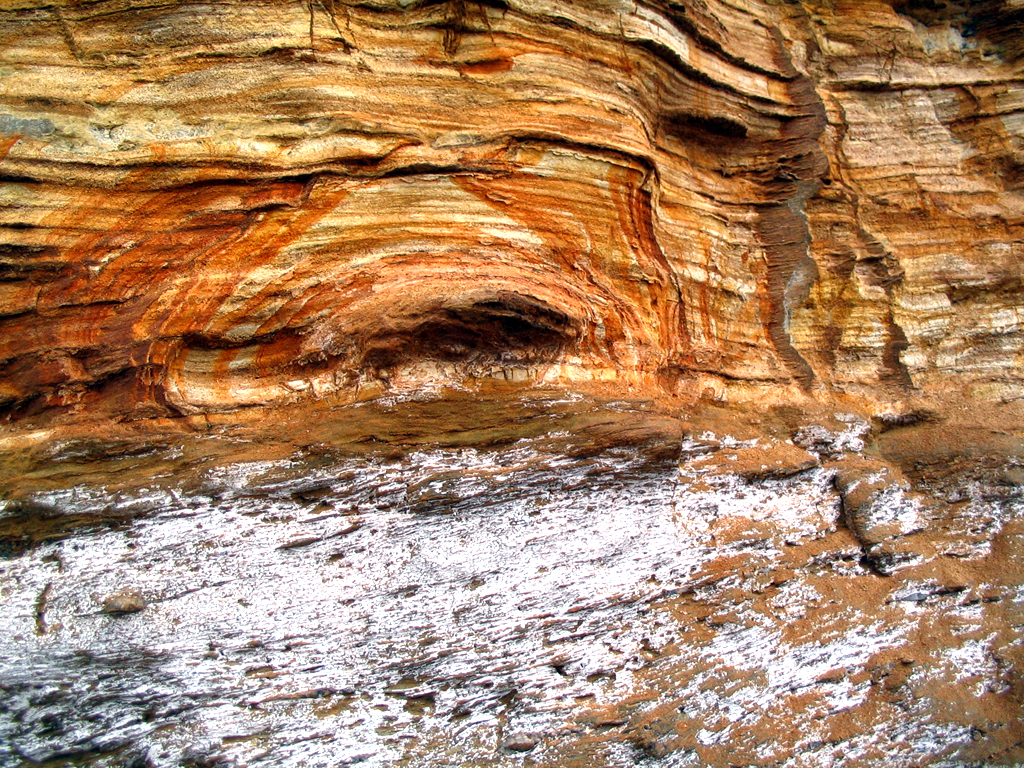
Кольца Лизеганга на скалах Бретани
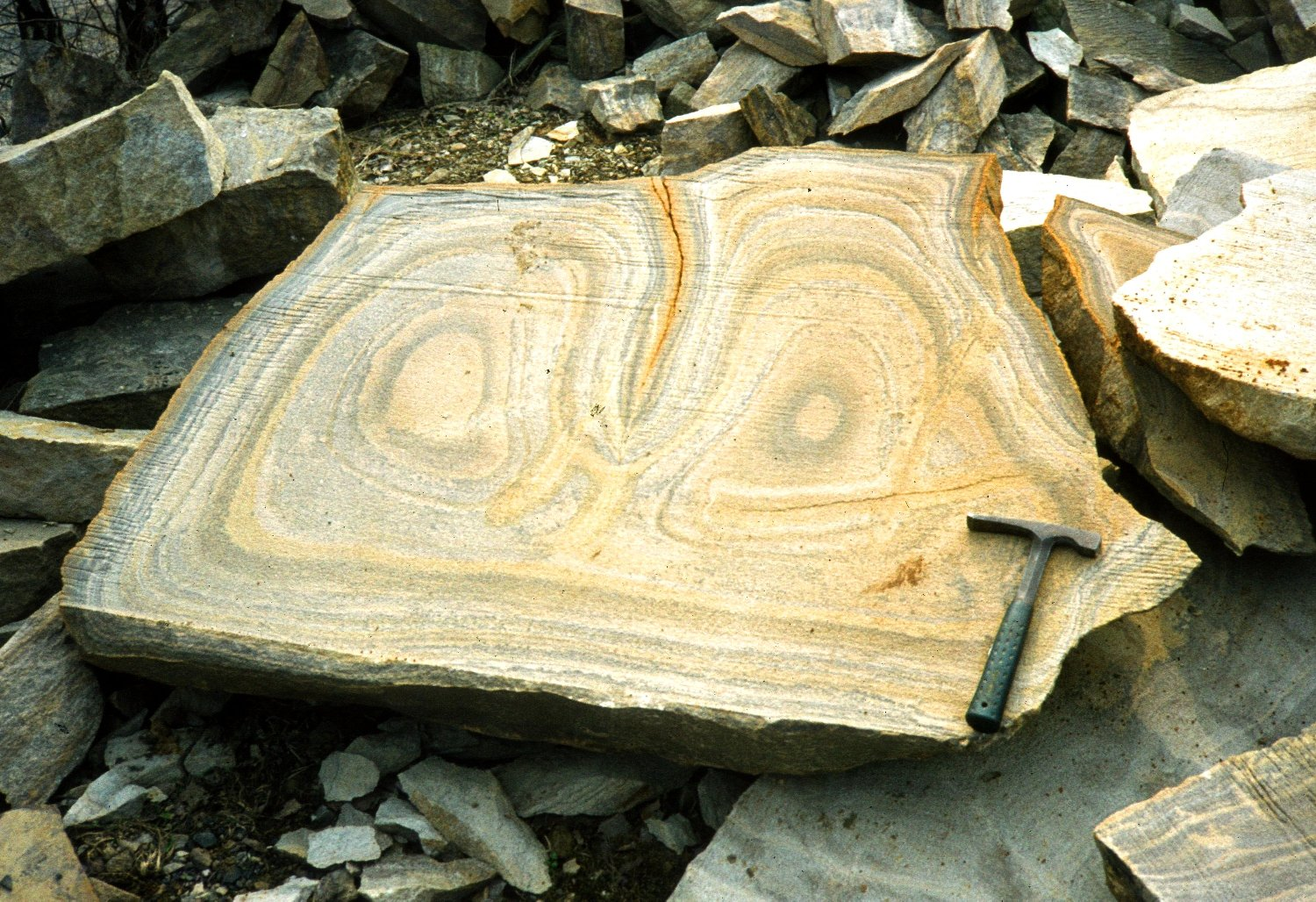
Кольца Лизеганга в песчанике
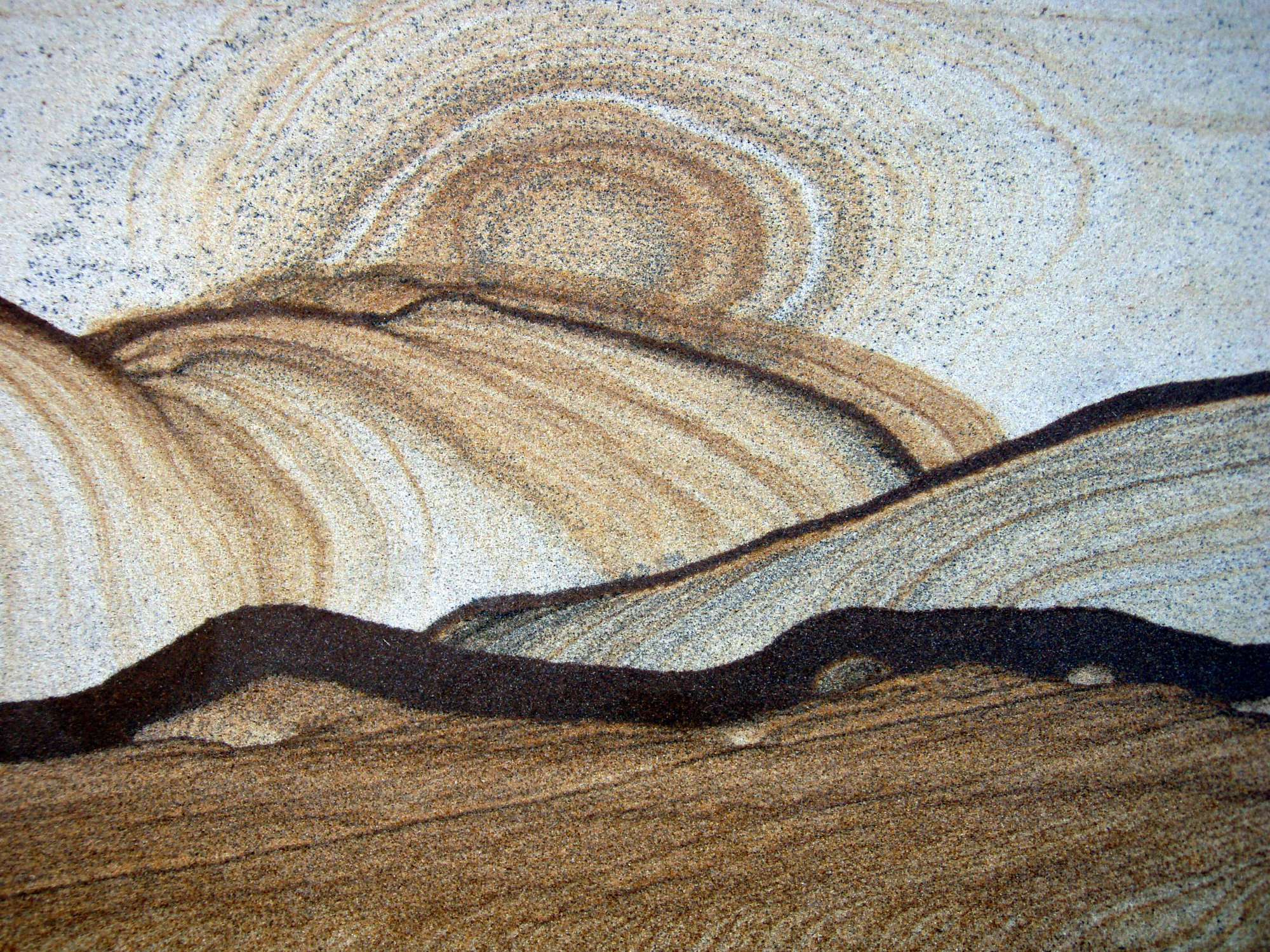
Песчаники в штате Юта (США)

## Применение
Открытое Лизегангом явление нашло практическое применение при изучении различных процессов в физике и химии, в прикладном искусстве, для украшения различных изделий с имитацией яшмы, малахита, агата и др. Лизеганг также предложил технологию изготовления искусственного жемчуга.